# Ingram (Northumberland)
Pour les articles homonymes, voir Ingram.
Ingram est une paroisse civile et un village du Northumberland, en Angleterre.